# Alexandr Vasiljevič Družinin
Alexandr Vasiljevič Družinin (8. říjnajul./ 20. října 1824greg., Petrohrad – 19. lednajul./ 31. ledna 1864greg., tamtéž) byl ruský prozaik, literární kritik a překladatel.

## Život
Družinin studoval v Pážecím sboru (ruská vojenská akademie v Sankt Petěrburgu), po absolvování vojenské kadetky sloužil jako důstojník v armádě. Později odešel do civilu a působil jako úředník ve vojenských institucích. Od roku 1847 se věnoval literární tvorbě.
V roce 1859 založil podpůrný Literární fond. V roce 1864 předčasně zemřel na souchotiny. 

## Dílo
Proslavila ho hned jeho první povídka Polinka Saksová (rusky 1847 Полинька Сакс, česky 1882 Pavlínka Saksová, 1957), která byla uveřejněna v časopise Sovremennik. Příznivě se o ni vyjádřil literární kritik V.G. Bělinskij. Družinin si v povídce všímá postavení ruské ženy v tehdejší patriarchální společnosti. Kritizuje povrchnost výchovy dívek v ústavech, jejich naivitu a nepřipravenost pro život.
V roce 1862 mu vyšla kniha Loňské léto na vsi, obrázky z vesnického života po zrušení nevolnictví v roce 1861 v Rusku. Družinin se začal věnovat literární kritice a psal studie hlavně o anglických spisovatelích. Překládal díla W. Shakespeara a Byrona. Je považován za představitele „estetické kritiky“. Vzorem mu byl A. S. Puškin.